# Chiesa di Santa Maria Assunta (Vobbia)
La chiesa di Santa Maria Assunta è un luogo di culto cattolico situato nella frazione di Vallenzona nel comune di Vobbia, nella città metropolitana di Genova. La chiesa è sede della parrocchia omonima del vicariato della Valle Scrivia dell'arcidiocesi di Genova.

## Storia e descrizione

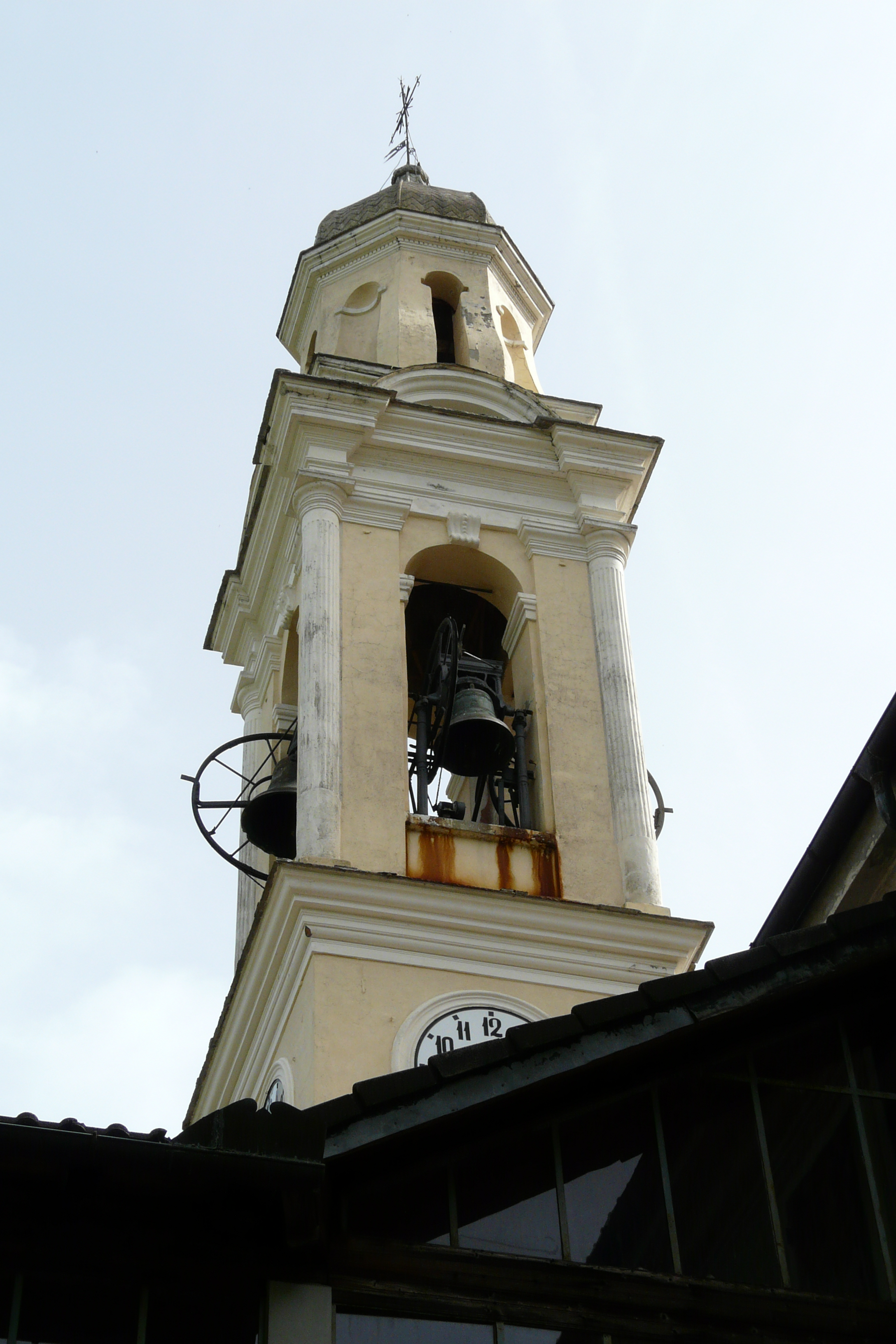
Particolare del campanile

La chiesa parrocchiale fu nominata per la prima volta, a seguito di un furto al suo interno, in un documento del 10 maggio o 18 maggio del 1253. Secondo alcune fonti le fu annessa la comunità di Arezzo (frazione di Vobbia), con la cura della relativa chiesa dei Santi Cosma e Damiano, fino alla costituzione di quest'ultima a parrocchia indipendente il 13 dicembre del 1609.
La struttura fu interessata nel XVIII secolo da alcuni lavori di ampliamento e dai sette altari presenti nel 1734 ne furono sottratti due in successivi lavori nel 1771. Nuovi lavori di allungamento e allargamento della chiesa riportarono, grazie all'aggiunta delle navate laterali, nuovamente nel 1876-1877 a sette il numero degli altari. La consacrazione ufficiale avvenne il 12 settembre del 1886 ad opera dell'arcivescovo di Genova monsignor Salvatore Magnasco.